# Rubén Darío Hernández
Rubén Darío Hernández (Bogotá, 1965. február 19. –), kolumbiai válogatott labdarúgó.
A kolumbiai válogatott tagjaként részt vett az 1989-es Copa Américán és az 1990-es világbajnokságon.

## Sikerei, díjai
Atlético Nacional
- Kolumbiai bajnok (1): 1991

Millonarios
- Kolumbiai bajnok (2): 1987, 1988

Egyéni
- A kolumbiai bajnokság gólkirálya (1): 1994 (32 gól)